# تطبیق هیستوگرام

نمونه ای از تطبیق هیستوگرام

در پردازش تصویر، تطبیق هیستوگرام (به انگلیسی: histogram matching) یا مشخصه‌سازی هیستوگرام (به انگلیسی: histogram specification)، تبدیل یک تصویر به گونه‌ای است که بافت‌نگاشت آن با بافت‌نگاشت مشخص‌شده تطابق داشته باشد. روش متعادل‌سازی هیستوگرام شناخته‌شده یک مورد خاص است که در آن هیستوگرام مشخص‌شده به‌طور یکنواخت توزیع می‌شود.

## پیاده‌سازی
یک تصویر ورودی در مقیاس‌خاکستری X را در نظر بگیرید. دارای تابع چگالی احتمال pr(r) است که r یک مقدار مقیاس‌خاکستری است و pr(r) احتمال آن مقدار است. این احتمال را می‌توان به راحتی از هیستوگرام تصویر محاسبه کرد توسط
{\displaystyle p_{r}(r_{j})={n_{j} \over n}}

که nj بسامد مقدار مقیاس‌خاکستری rj است و n تعداد کل پیکسل‌های تصویر است. 

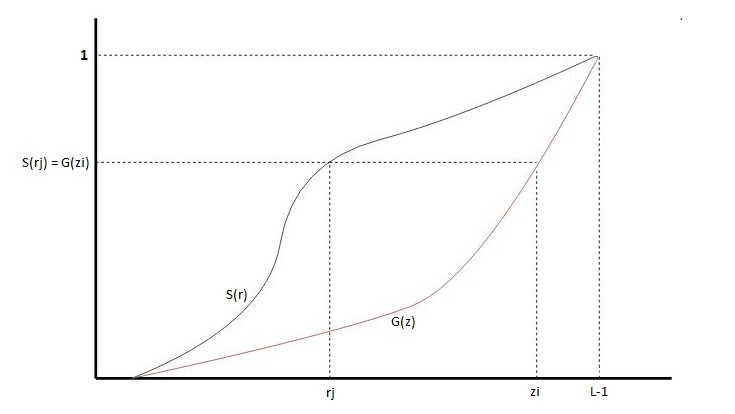
CDF تصویر ورودی با CDF خروجی دلخواه تطابق دارد

اکنون یک تابع چگالی احتمال خروجی مورد نظر pz(z) را در نظر بگیرید. تبدیل pr(r) برای تبدیل آن به pz(z) مورد نیاز است.
هر پی‌دی‌اف (تابع چگالی احتمال) را می‌توان به راحتی با تابع توزیع تجمعی خود نگاشت
{\displaystyle S(r_{k})=\sum _{j=0}^{k}p_{r}(r_{j}),\qquad k=0,1,2,3,\ldots ,L-1}
{\displaystyle G(z_{k})=\sum _{j=0}^{k}p_{z}(z_{j}),\qquad k=0,1,2,3,\ldots ,L-1}
که L تعداد کل سطح‌خاکستری است (۲۵۶ برای یک تصویر استاندارد).
ایده این است که هر مقدار r در X را به مقدار z که احتمال یکسانی در پی‌دی‌اف مورد نظر دارد، نگاشت کنید؛ یعنی S (rj) = G(zi) یا z = G -1 (S (r)).

## مثال
تصویر سیاه و سفید ورودی زیر باید برای تطبیق با بافت‌نگاشت مرجع تغییر کند.
تصویر ورودی دارای بافت‌نگاشت زیر است

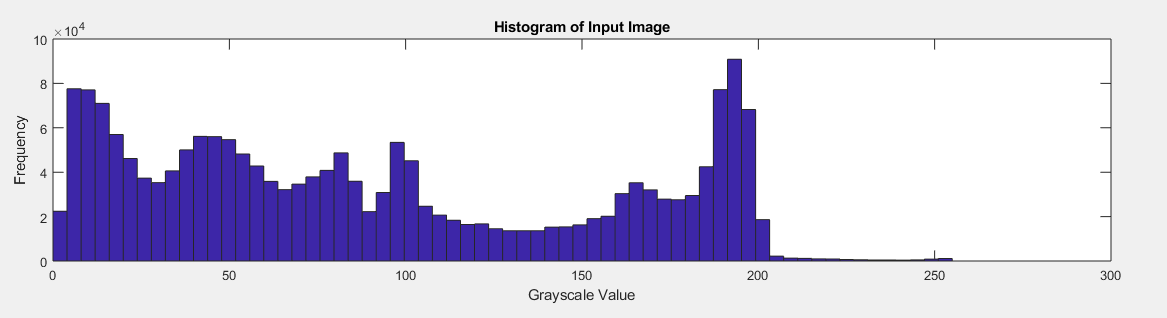
بافت‌نگاشت تصویر ورودی

برای تأکید (به انگلیسی: emphasize) بر سطوح خاکستری پایین‌تر، با این بافت‌نگاشت مرجع تطبیق داده شود.

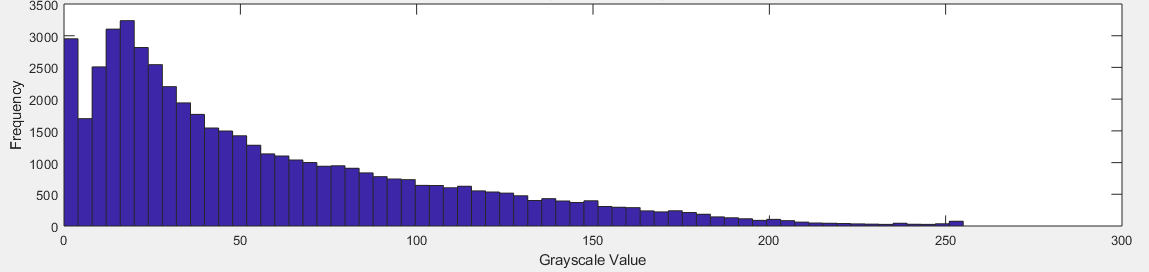
بافت‌نگاشت مرجع مورد نظر

پس از تطبیق، تصویر خروجی دارای بافت‌نگاشت زیر است

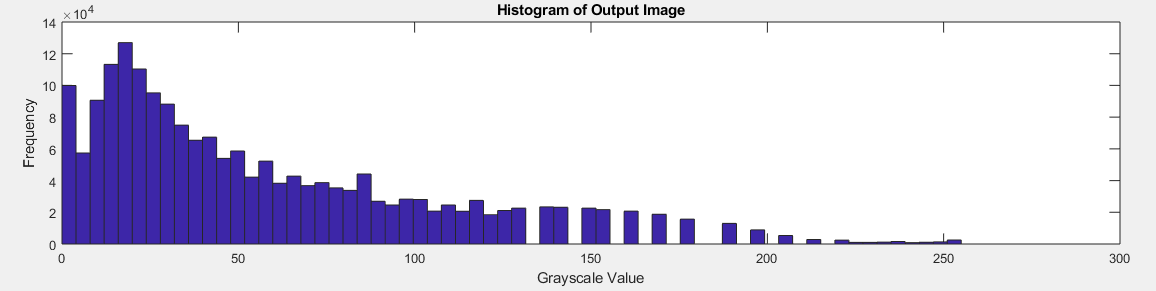
بافت‌نگاشت تصویر خروجی پس از تطبیق

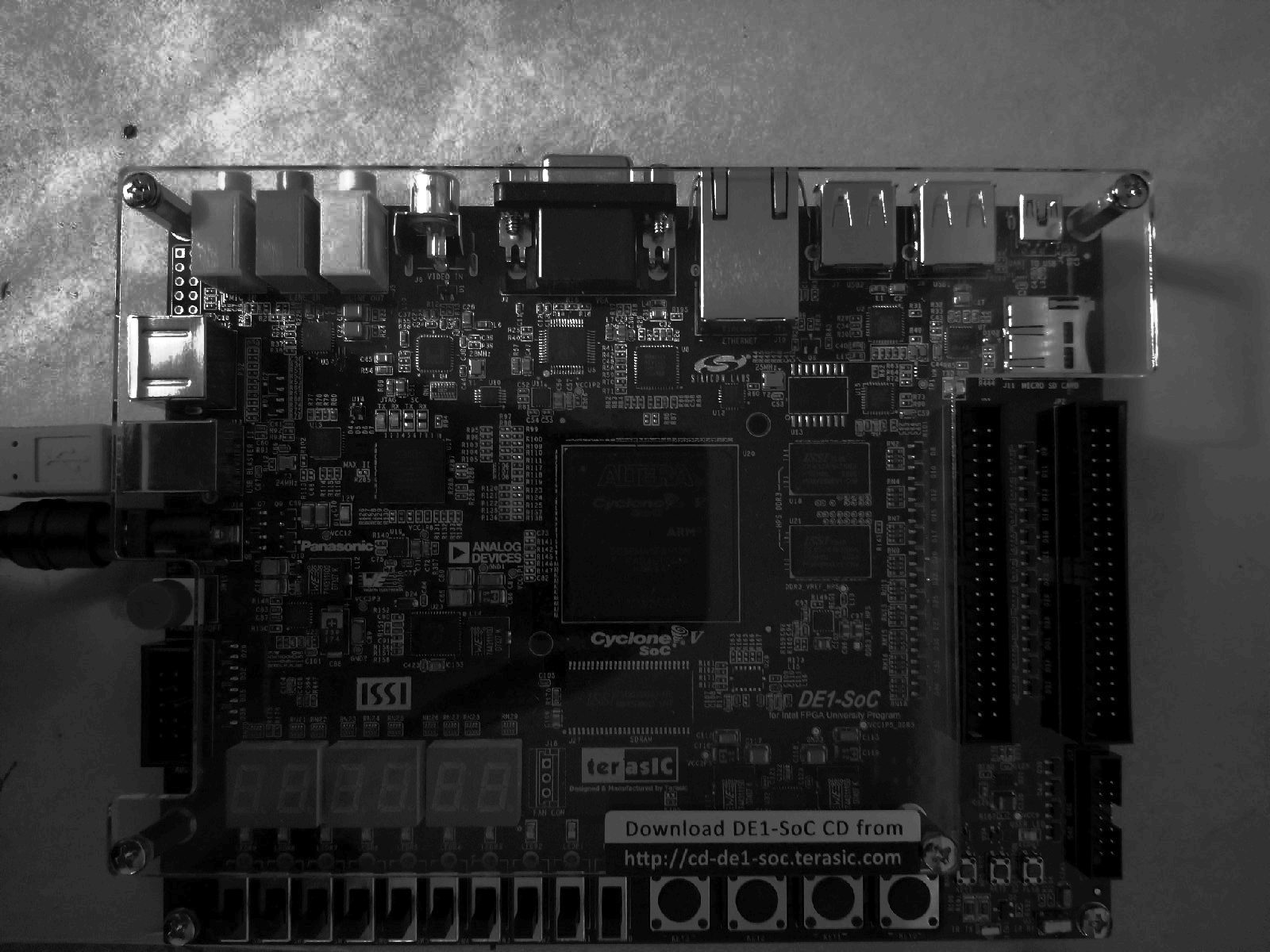
خروجی تصویر پس از تطبیق هیستوگرام

و شبیه این است